# Nguyen Gia Tri

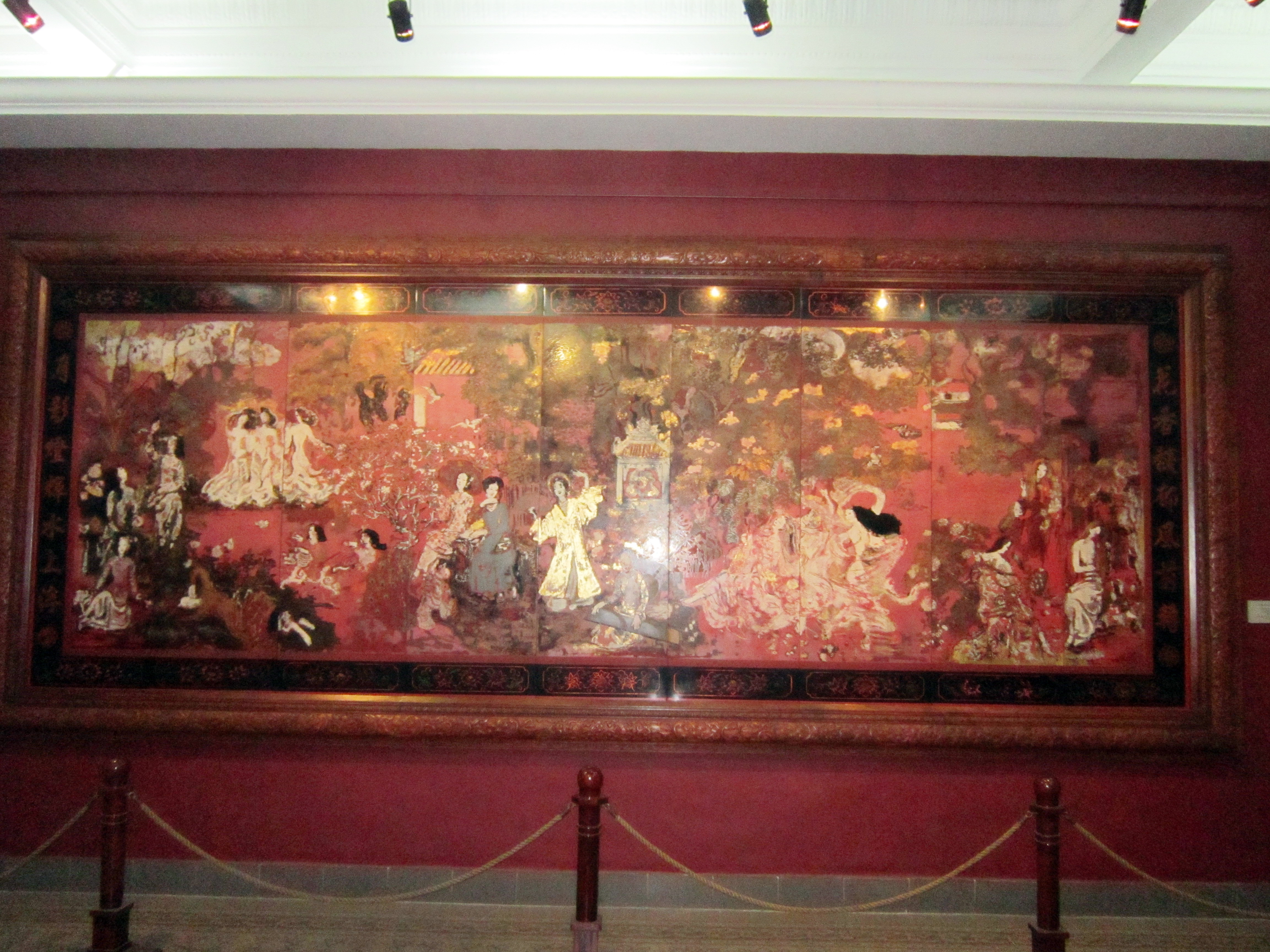
Laque de Nguyễn Gia Trí

Nguyễn Gia Trí est un peintre de figures et laqueur vietnamien du XXe siècle né en 1908, originaire de la Province de Hà Tây (ancienne province du nord du Viêt Nam), et mort en 1993.

## Biographie
Diplômé de l'École des Beaux-Arts de l'Indochine, Nguyen Gia Tri vit de 1946 à 1951 à Hong Kong. Il s'installe à Saïgon en 1954. Après avoir privilégié la peinture à l'huile, il se tourne vers la technique de la laque et porte à leur apogée les possibilités picturales et décoratives de cette matière.
Entre 1939 et 1945, il produit un très grand nombre d'œuvres sur panneaux, paravents, portes, s'entourant d'une équipe d'artisans laqueurs. À partir de 1966, il réalise en laque des tableaux de facture abstraite. Par ses incrustations à la coquille d'œufs, ses couleurs riches (or, rouge, jaune) où percent parfois quelques touches de Bleu de Prusse, il révolutionne véritablement l'art de la laque.